# Municipio de Alexander (Misuri)
El municipio de Alexander (en inglés: Alexander Township) es un municipio ubicado en el condado de Benton en el estado estadounidense de Misuri. En el año 2010 tenía una población de 527 habitantes y una densidad poblacional de 2,86 personas por km².

## Geografía
El municipio de Alexander se encuentra ubicado en las coordenadas 38°7′54″N 93°25′18″O / 38.13167, -93.42167. Según la Oficina del Censo de los Estados Unidos, el municipio tiene una superficie total de 184.58 km², de la cual 154,23 km² corresponden a tierra firme y (16,44 %) 30,35 km² es agua.

## Demografía
Según el censo de 2010, había 527 personas residiendo en el municipio de Alexander. La densidad de población era de 2,86 hab./km². De los 527 habitantes, el municipio de Alexander estaba compuesto por el 97,53 % blancos, el 0,57 % eran afroamericanos, el 0,57 % eran amerindios y el 1,33 % eran de una mezcla de razas. Del total de la población el 0,95 % eran hispanos o latinos de cualquier raza.